# Ава Роуз
Надя Веребели (Nadja Verebely), відома як А́ва Ро́уз (англ. Ava Rose; нар. 9 лютого 1986 року, Саттен-Елпайн, Аляска, США) — американська порноакторка.

## Порноіндустрія
Надя з молодшою сестрою Мією познайомились з порноагентом у MySpace.
У 2006 році стала ексклюзивною виконавицею Adam & Eve Pictures.
Перша анальна сцена з нею вийшла у червні 2009 року в Big Wet Asses 15 студії Elegant Angel.
Знялася в 210 порнофільмах у період 2006—2016.
У 2010 році знялася у фільмі жахів «Лос-анджелеський різник» (англ. The Los Angeles Ripper) Крейга Макінтайра (англ. Craig J. McIntyre) в головній ролі повії.

## Нагороди
- 2006 XRCO Award номінація — Нова старлетка[8]
- 2007 AVN Award номінація — Найкраща нова старлетка[9]
- 2007 FAME Award фіналістка — Найкраща оральна старлетка[10]
- 2007 Adultcon — Top 20 порноакторок[11]
- 2009 AVN Award номінація — Найкраща сцена втрьох[12]
- 2009 AVN Award номінація — Найкраща сцена групового сексу в Dark City[12]
- 2009 AVN Award номінація — Найкраща сцена групового сексу в Roller Dollz[12]
- 2010 AVN Award номінація — Найкраща лесбійська групова сцена в Belladonna's Road Trip: Cabin Fever[13]
- 2010 AVN Award номінація — Найкраща сцена групового сексу в Pornstar Workout[13]